# 射頻燒灼術
射頻燒灼術（Radiofrequency ablation，RFA），又稱射频消融術，是使用中頻率交流電流（350-500 kHz）產生熱量，以燒灼心脏电传导系统 ， 肿瘤或其他不正常的组织。經由導管進行者，又称为射频導管燒灼術（radiofrequency catheter ablation）。 
相对于以前使用的低频交流电或直流脉冲而言，現在使用的射频电流的重要优点是：一、不直接刺激神经或心肌，因此常常並不需要全身麻醉的情况下；二、可針對所需的组织進行治療，附带损害不大。
由於在治療上的優勢，RFA在21世紀後逐漸廣為實施。RFA治療常由各科醫師合作（例如麻醉醫师、介入影像科醫師、 耳鼻喉科医生、胃肠科醫師或外科内視镜医师，心脏电生理科醫師），在影像導引下（例如X射线， CT扫描或超音波 ）進行 。

## 肿瘤

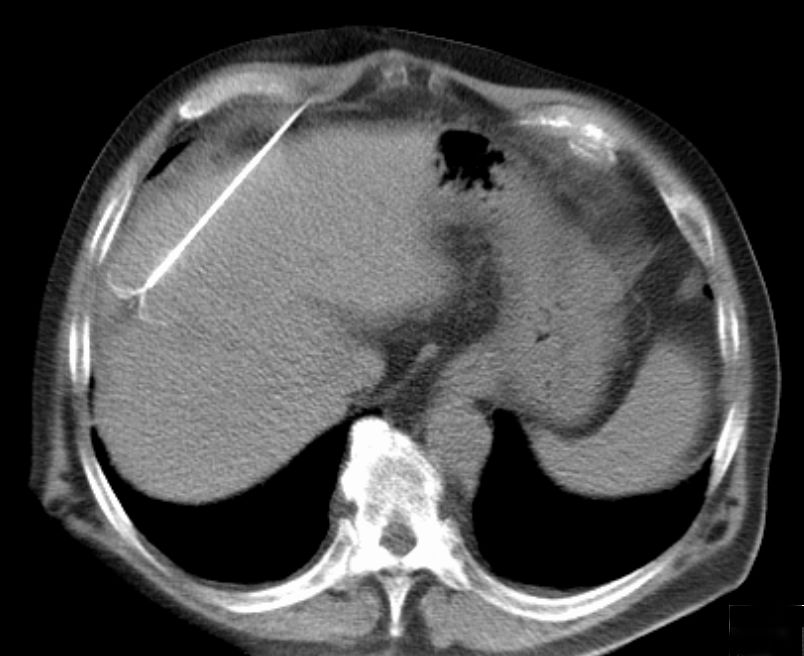
CT扫描，显示射频燒灼治療肝臟病變。

RFA可治疗肺，   肝脏， 肾脏和骨骼以及其他較少見的肿瘤。對於確診的肿瘤，可將RFA探针置于肿瘤内部。 射频波經由探針傳導，会升高肿瘤组织内的温度以破壞肿瘤。 RFA用於治療原发性或轉移性的小腫瘤，但要視肿瘤種類與其他因素來決定。 
有將 RFA与局部化疗联合使用以治疗肝细胞癌（原发性肝癌）的試驗，  也有用于胰腺癌和胆管癌。 
RFA在良性骨肿瘤（尤其是类骨质骨瘤，osteoid osteoma）的治疗也益形重要，不過也有報告称RFA治疗后症状复发，一些研究表明其复发率与手术治疗相似。  此外，對於不適以傳統方式（即放射疗法 ， 化学疗法 ，緩和性手术， 双磷酸鹽藥物或止痛药）治療，或是反應不佳的骨轉移疼痛病人，也使用RFA進行緩和治療。 

## 心脏科
射频能量可用于心脏组织或正常部位，以破坏导致心律不齐的异常电通路，以治療复发性心房撲動 （Afl）， 心房颤動 （AF）， 心室上心搏过速 （SVT）， 心房性心搏过速 ， 多發性心房心搏过速 （MAT），和某些类型的心室性心律不整 。通常經由靜脈，將尖端有探针（电极）的導管（稱為燒灼器，ablator），放至心臟 。醫師首先定位異常電氣發生之處，再進行燒灼以去除之。 燒灼术现在是心室上心搏過速和典型心房撲動的标准治疗，但也可用于心房颤動，以在植入起搏器后阻斷房室结，或阻斷左心房内之传导（尤其是在肺静脉周围）。在某些情况下，尤其是房室结内重返形（最常见的SVT类型，也称为房室结重返性心动过速－－atrioventricular nodal reentrant tachycardia，AVNRT），也可以進行冷冻消融（使用流经导管的冷却剂冷冻组织），可避免完全阻斷心脏传导的风险（這是射頻燒灼術的可能併發症），不過 冷冻消融的复发率較高。  也有以微波進行燒灼術，是以微波能量“加熱”组织以消融组织。另外開發中的技術還有以机械振动产生超音波以產生熱量進行燒灼，或是以雷射進行燒灼。 

## 皮肤科美容醫學
也可用於皮膚科的手術 ，進行电切，电凝，电干燥和电灼。  

## 睡眠呼吸中止症（阻塞性）
在某些情况下，RFA已被美国耳鼻喉學會認為是睡眠呼吸中止症的治療選擇之一，但并未被廣泛認可。 
不当使用RFA而导致的过热可能导致有害影响。 

## 疼痛醫療
RFA有时用于治疗嚴重的慢性腰痛或下背痛。射频波施于在腰椎两侧小关节周围的特定神经上产生热量，破壞傳導痛覺的神经。 在RFA之前，先以注射局部麻醉（例如利多卡因 ）来识别要燒灼的神经：如果局部麻醉注射可暂时缓解疼痛，则对注射反应良好的神经进行RFA。 
2017年4月，美国食品药品监督管理局批准了一种使用冷却射频消融的设备，用於緩解膝關節疼痛。  
无论是背部疼痛还是膝部疼痛，缺点都是神经会随着时间漸漸恢复功能，因此，大多数人只能暂时缓解疼痛（3-15个月）。 

## 其他用途
RFA也有用于外傷病人或肝臟切除手術中協助止血。例如可為預切除的界限施以射頻，以減少術中出血。 
也有使用射频的热能消融子宫肌瘤组织以治疗子宫肌瘤 。 